# Wutach
Wutach è un comune tedesco di 1 182 abitanti,, situato nel land del Baden-Württemberg.